# Santa Isabel (estación de TransMilenio)
Para la estación del Metro de Santiago, véase Estación Santa Isabel.
La estación sencilla Santa Isabel, hace parte del sistema de transporte masivo de Bogotá llamado TransMilenio inaugurado en el año 2000.

## Ubicación
La estación está ubicada en el sector centro de la ciudad, más específicamente sobre la avenida Avenida Norte-Quito-Sur entre calles 1F y 2. Se accede a ella a través de dos cruces semaforizados ubicados sobre cada una de estas vía.
Atiende la demanda de los barrios Santa Isabel, Santa Matilde, La Asunción y sus alrededores.
En las cercanías están el Parque Santa Isabel y el Parque Las Violetas.

## Origen del nombre
La estación recibe su nombre del barrio homónimo, ubicado en el costado oriental.

## Historia
En el año 2005, al ser puesta en funcionamiento la segunda troncal de la fase 2 del sistema, la troncal NQS, fue puesta en funcionamiento esta estación. Esta estación desde su inauguración fue la última de la línea, hasta la inauguración de la estación General Santander el día 15 de septiembre del mismo año.
Durante el Paro nacional de 2021, la estación sufrió diversos ataques que afectaron de forma considerable las puertas de vidrio y demás infraestructura de la estación, razón por la cual se encontró inoperativa por algunos días luego de lo ocurrido.
A finales de 2021, la estación fue remodelada, se amplió el vagón sur con una nueva entrada perpendicular a la calle 1F, obra que fue abierta el 20 de octubre del mismo año. El vagón norte fue cerrado temporalmente para ser reparado y hacer mantenimiento en tuberías bajo la entrada norte, que fue abierta hasta el 29 de noviembre de 2022.

## Servicios de la estación

### Servicios troncales
| Tipo                                                                    | Rutas al Norte | Rutas al Oriente | Rutas al Sur |
| ----------------------------------------------------------------------- | -------------- | ---------------- | ------------ |
| Ruta fácil                                                              | 4              |                  | 4            |
| Expresos todos los días todo el día (temporal por cierre estación SENA) | D22            |                  | G22          |
| Expresos lunes a sábado todo el día                                     | B11            |                  | G11          |
| Expresos lunes a viernes hora pico de la mañana y tarde                 | C30            |                  | G30          |
| Expresos lunes a viernes hora pico de la mañana                         |                | A52              |              |
| Expresos lunes a viernes hora pico de la tarde                          |                |                  | G52          |
| Expresos sábados de 5:00 a. m. a 3:00 p. m                              | C30            |                  | G30          |

### Esquema
| ← Norte |         |         |          |
| Calle 2 | C30D22  | 4A52B11 | Calle 1F |
|         | Vagón 2 | Vagón 1 |          |
| Calle 2 | G22G30  | 4G11G52 | Calle 1F |
| Sur →   |         |         |          |

### Servicios urbanos
Así mismo funcionan las siguientes rutas urbanas del SITP en los costados externos a la estación, circulando por los carriles de tráfico mixto sobre la Avenida NQS, con posibilidad de trasbordo usando la tarjeta TuLlave:
| Código | Sector                        | Dirección       | Rutas                                                  |
| ------ | ----------------------------- | --------------- | ------------------------------------------------------ |
| 692A00 | A Br. Santa Isabel            | Av. NQS - CL 2  | A426A537A605A643A708B608B631K715 599 SE14 T11 T26 T163 |
| 110A08 | G Br. Santa Isabel Occidental | Av. NQS - CL 1F | G536G537H605H608H631H643H708H715 599 SE14 T11 T26 T163 |
| 586A08 | G Estación Santa Isabel       | Av. NQS - CL 2  | H605H608H631H643H708H715 599 SE14 T11 T26 T163         |

## Ubicación geográfica
| Noroeste: Puente Aranda | Norte: G Comuneros | Nordeste: Los Mártires |
| Oeste: Puente Aranda    |                    | Este: H Hortúa         |
| Suroeste: G SENA        | Sur: Puente Aranda | Sureste: Los Mártires  |